# Francisco Javier Errázuriz
Francisco Javier Errázuriz Larraín (* 3. Februar 1711 in Aranaz, Navarra, Spanien; † 8. September 1767 in Santiago de Chile) war ein Kaufmann, Landwirt und Politiker.

## Leben
1733 wanderte Francisco Javier Errázuriz aus dem spanischen Navarra zuerst nach Amerika aus, zwei Jahre später zog er nach Chile. Dort heiratete er 1739 Loreto Madariaga Jáuregui-Lecerna, Tochter des Schatzmeisters des Königreichs Chile, die ebenfalls in Navarra aufwuchs. 1746 wurde er in den Stadtrat von Santiago gewählt und von 1756 bis 1767 war er Bürgermeister von Santiago. Von 1759 war er bis zu seinem Tod im Stadtrat.
Das Ehepaar bekam neun Kinder: Francisco Javier (* 1744), María del Carmen (* 1745), José Antonio (* 1747), Francisca (* 1748), María Dolores (* 1750), Domingo (* 1754), Santiago (* 1755), Rosa (* 1756) und María Loreto (* 1760).
Maria Dolores und María Loreto starben im Kindesalter. Francisca und Rosé wurden Nonnen. Einzig María del Carmen, die älteste Tochter, heiratete den aus Corregidor stammenden Luis Manuel Zañartu, mit dem sie zwei Kinder bekam. José Antonio und Domingo waren Priester und Santiago heiratete, bekam jedoch keine Kinder. Francisco Javier de Errázuriz von Madariaga war wie sein Vater Kaufmann und Landwirt. Er heiratete Rosa Martínez de Aldunate, Tochter eines der einflussreichsten Männer Chiles. Dies sicherte den sozialen Aufstieg der Familie.

## Bekannte Nachkommen
Nachfolgend eine Auflistung bekannter Familienmitglieder, die Präsident von Chile waren:
- Fernando Errázuriz Aldunate (1777–1841), Politiker
- Federico Errázuriz Zañartu (1825–1877), Politiker
- Federico Errázuriz Echaurren (1850–1901), Präsident von Chile
- Germán Riesco Errázuriz (1854–1916), Präsident von Chile